# 오렌즈 네로
오렌즈 네로는 일본의 기업인 펜텔에서 생산하는 샤프 펜슬이다. 펜텔의 플래그쉽 모델이자 오렌즈의 상위 모델이다. 오렌즈 네로의 영어 이름은 Orenznero로 Orenz와 이탈리어어로 블랙을 의미하는 nero를 합친 것으로 펜텔의 역대 샤프, 그래프 1000 및 스매쉬를 계승하고 있다. 오렌즈 네로가 목표로하는 것은 터프함과 보편성을 겸비한 질실강건(質實剛建, 꾸밈없고 진실한 견고함)이다. 참고로 Orenznero는 거꾸로 읽어도 Orenznero이다.

## 외관
굿디자인 수상으로 샤프 바디에 채용한 12각형 배럴은 깎아 낸 금속 부품같은 이미지이다. 샤프 펜슬 전체가 유광 블랙으로 도색이 되어있어 고급진 느낌이 나기도 한다. 오렌즈 네로의 그립부가 상당히 특이하다. 오렌즈 네로의 선단과 그립부가 샤프의 절반을 차지하는 모습도 볼 수 있다. 조금 생소한 12각 그립이며 PG* 시리즈와 비슷한 에뉼러링 그립이다. 이 링의 개수는 2개부터 시작하여 선단부부터 개수가 1개씩 늘어나며 배열되어 있다. 펜텔의 적자로 인한 원가 절감 정책이 펼쳐지면서 가격에 비해 오렌즈 네로의 마감 상태가 약간 불량해지자, 많은 사람들의 비판을 받고 있다.

### 메커니즘
오렌즈 네로를 간단히 분해하면 6가지의 부품으로 나뉜다. 또, 이를 전문가가 완전히 분해 시 28가지의 부품으로 나뉜다.

## 기능
오렌즈 시스템 기능과 세미 오토매틱(자동심배출기구) 기능을 가지고 있다.

### 오렌즈 시스템
심이 줄어드는 것에 따라 슬리브가 슬라이드하여 심을 보호해 필기를 지속하므로 가는 심도 부러지지 않게 하는 것이다.

### 세미 오토매틱(자동심배출기구)
슬리브가 지면에서 떨어질 때마다 자동으로 심이 나오는 기구를 탑재하여 처음의 노크 한 번으로 계속 쓸 수 있는 기능이다. 보통 샤프 펜슬을 쓸 때 샤프심이 닳아가면 다시 노크를 해야해 집중력이 깨지는 번거로움이 발생하는데, 오렌즈 네로는 이 기능을 사용하여 번거로움을 줄였다.

## 필기감
그립부에 나일론과 철을 섞은 특수재질을 채용하여 잡았을 때의 만족감과 필기의 편리함을 동시에 실현한 저중심설계가 특징이다.